# Severino Vasconcelos
Severino Vasconcelos Barbosa (Olinda, Pernambuco, 14 de septiembre de 1953) es un exfutbolista profesional brasileño, que desarrolló la mayor parte de su carrera en Chile y particularmente en el club Colo-Colo.

## Trayectoria
Futbolísticamente nació y dio sus primeros pasos en el Club Ibis de Pernambuco, desempeñándose como volante de creación. En esta posición se hizo un nombre en el fútbol haciendo carrera en los clubes Náutico de Recife, Palmeiras e Internacional, de donde llegó a Colo-Colo a inicios de 1979, para ser figura e ídolo.
Desde su incorporación al club "albo" formó con Carlos Caszely una de las duplas futbolísticas más destacadas del fútbol chileno, no sólo como goleadores, también desplegando un juego técnicamente vistoso y productivo.
Con el “Vasco” creando y armando el fútbol, Colo-Colo fue Campeón en los Torneos Oficiales de los años 1979, 1981 y 1983, también de los Torneos de Aperturas de los años 1981 y 1982, además con el mérito de figurar siempre en los rankings de los mejores del año. 
A mediados de 1985 emigra al Barcelona de Guayaquil (Ecuador), donde salió campeón, pero tuvo el susto de su vida. En un accidente de piscina sufre una muy complicada lesión en la columna vertebral, con pronóstico médico que anunciaba el término de su carrera deportiva. A pesar de todos los augurios pesimistas, en 1988 de vuelta en Chile actuó por La Serena. Al año siguiente, jugó en la Universidad de Chile, que estaba en la Segunda División (actual Primera B), para que los azules regresaran a la división de honor.
Terminó su carrera jugando en Palestino, entre los años 1990 al 1992. Pero siempre cercano a la cancha formando parte y jugando por el Colo-Colo de todos los tiempos.

## Clubes
| Club                 | País    | Año       |
| -------------------- | ------- | --------- |
| Íbis Sport Club      | Brasil  | 1970      |
| Riachuelo            | Brasil  | 1971-1972 |
| Alecrim              | Brasil  | 1973      |
| Náutico de Recife    | Brasil  | 1974      |
| Palmeiras            | Brasil  | 1975-1976 |
| Internacional        | Brasil  | 1977-1978 |
| Colo-Colo            | Chile   | 1979-1985 |
| Barcelona SC         | Ecuador | 1985-1986 |
| Deportes La Serena   | Chile   | 1988      |
| Universidad de Chile | Chile   | 1989      |
| Palestino            | Chile   | 1990-1992 |

## Palmarés

### Campeonatos nacionales
| Título                           | Club                 | País    | Año  |
| -------------------------------- | -------------------- | ------- | ---- |
| Campeón del Estado de Pernambuco | Náutico              | Brasil  | 1974 |
| Campeón del Estado de São Paulo  | Palmeiras            | Brasil  | 1976 |
| Primera División                 | Colo-Colo            | Chile   | 1979 |
| Primera División                 | Colo-Colo            | Chile   | 1981 |
| Primera División                 | Colo-Colo            | Chile   | 1983 |
| Copa Chile                       | Colo-Colo            | Chile   | 1981 |
| Copa Chile                       | Colo-Colo            | Chile   | 1982 |
| Campeonato Ecuatoriano           | Barcelona SC         | Ecuador | 1985 |
| Primera B                        | Universidad de Chile | Chile   | 1989 |

### Distinciones individuales
| Distinción                                                                             | Año  |
| -------------------------------------------------------------------------------------- | ---- |
| Premio "Al mérito deportivo" Periodistas deportivos del diario "La Tercera de la Hora" | 1981 |
| Goleador de la Copa Chile                                                              | 1982 |

### Capitán de Colo-Colo
| Predecesor: Leonel Herrera Rojas | Capitán de Colo-Colo 1984-1985 | Sucesor: Roberto Rojas |